# Караколь (Уилский район)
Караколь (каз. Қаракөл) — село в Уилском районе Актюбинской области Казахстана. Входит в состав Сарыбийского сельского округа. Код КАТО — 155247102.

## Население
В 1999 году население села составляло 219 человек (97 мужчин и 122 женщины). По данным переписи 2009 года, в селе проживало 187 человек (83 мужчины и 104 женщины).